# 阿爾內·詹森
阿爾內·詹森（1998年2月25日—）是東加男子反曲弓射箭運動員。他參加在丹麥哥本哈根舉行的2015年世界射箭錦標賽個人反曲弓項目和團體反曲弓項目。他也代表東加參加了2016年夏季奧林匹克運動會射箭比賽男子個人項目。